# Night Court
Night Court (Juzgado de guardia en España y La corte loca en Sudamérica) es una serie de televisión de comedia situacional estadounidense emitida por la cadena NBC del 4 de enero de 1984 al 31 de mayo de 1992. La serie tenía lugar en el turno de noche de un juzgado de Manhattan, presidido por el joven y poco ortodoxo juez Harold T. Stone (Harry Anderson). Fue creada por Reinhold Weege, conocido por haber trabajado en la premiada sitcom Barney Miller a finales de los 70 y principio de los 80. La serie constó de nueve temporadas de 22 episodios cada una, excepto la primera que solo tuvo 13.

## Argumento
La serie gira en torno a una corte penal de Manhattan, en su turno de noche. Está presidida por un joven juez de 33 años, Harry Stone, muy dado a las bromas y juegos de magia. Le acompañan Dan Fielding, un fiscal narcisista y adicto al sexo, Christine Sullivan, una explosiva pero ingenua abogada de la defensa, el enorme pero simplón Bull Shannon como alguacil, acompañado por una alguacil (interpretada por tres actrices, tras la muerte de las dos primeras). El juez Harry también tiene un ayudante llamado Mac Robinson. Las situaciones se daban en un único escenario (sin exteriores) que consistía en la sala del juzgado, un pasillo, el despacho del juez Harry y la cafetería. La mayoría de casos a los que se enfrentaba el juez eran los típicos de una gran ciudad (Nueva York) por la noche: prostitución, exhibicionismo, altercados, pero todo pasado por un cierto matiz de surrealismo. Cuando las situaciones no venían dadas por los acusados, se centraban en las vidas o peripecias de los propios integrantes del juzgado; especialmente en las del juez Harry y el fiscal Dan Fielding, o en la ambigua relación entre el juez y la abogada Christine.

## Reparto

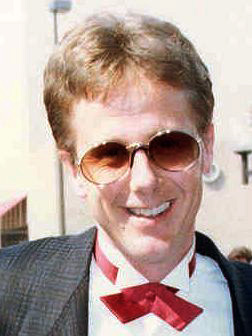
Harry Anderson.

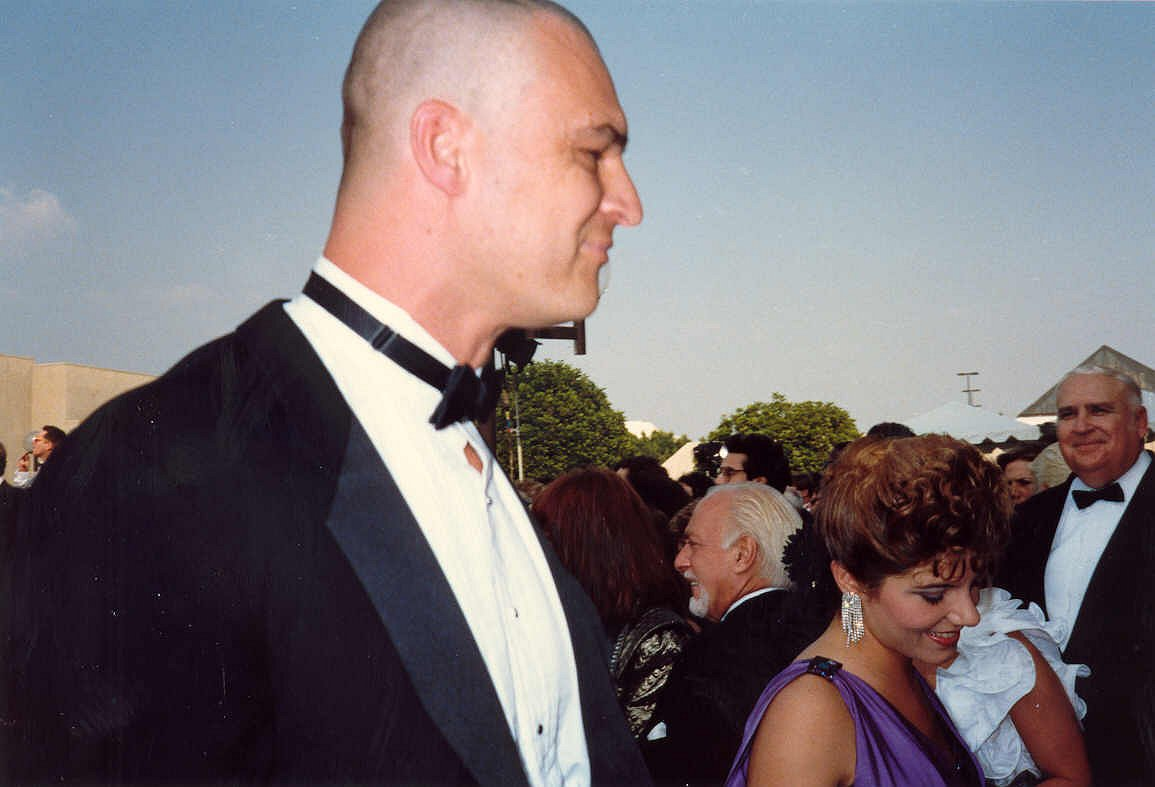
Richard Moll.

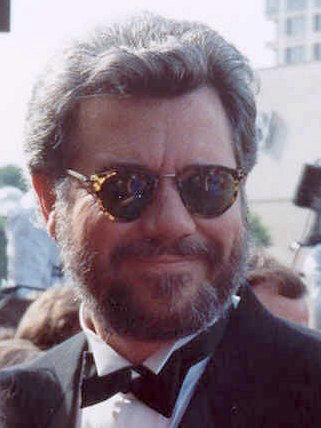
John Larroquette.

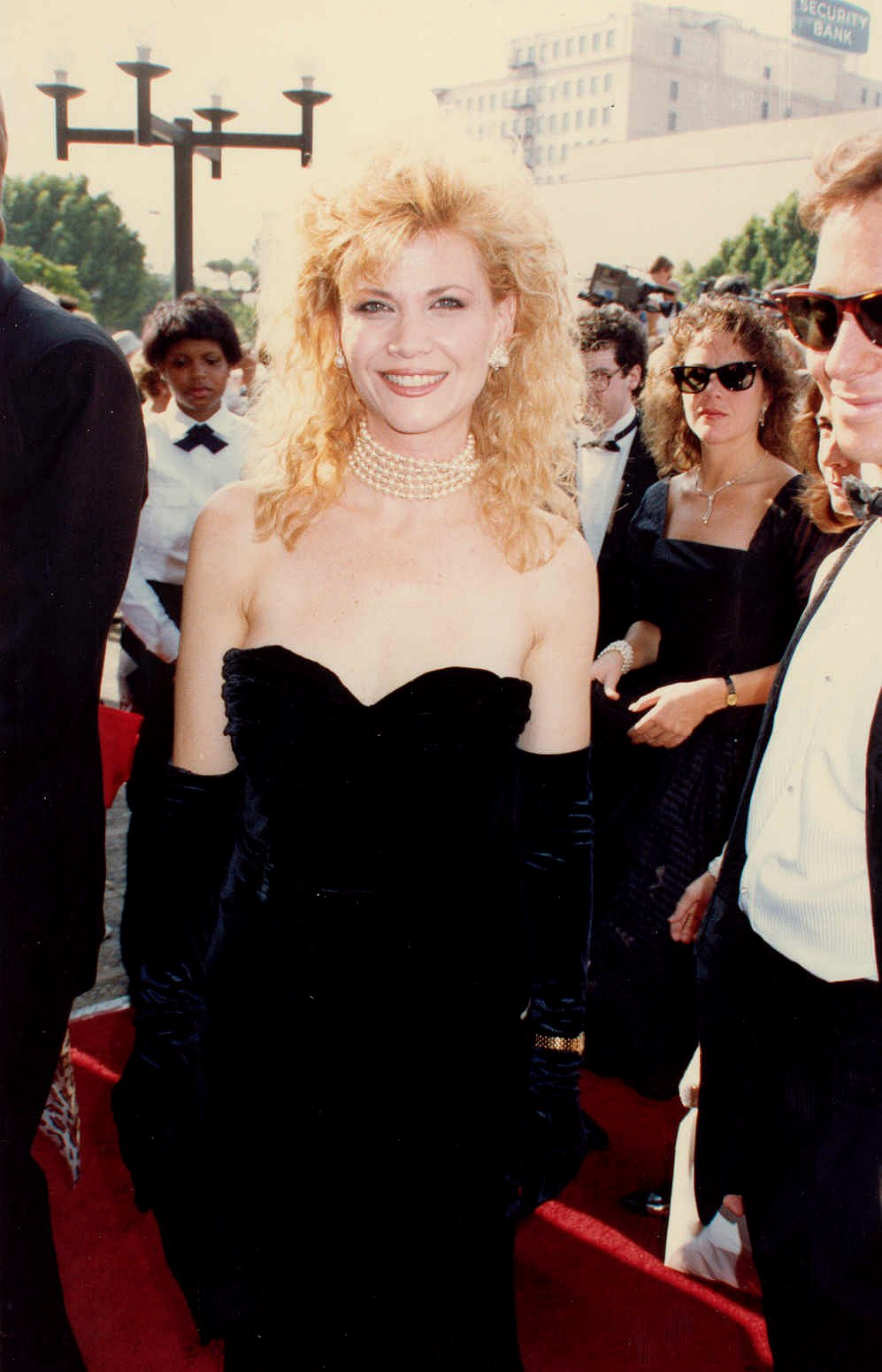
Markie Post

### Principales
- Harry Anderson como el juez Harold T. Stone: un joven y animoso juez de 33 años. Amante de las bromas y mago aficionado, sus padres tenían problemas mentales. Le encanta el cine y toda la moda de los años 40, y siente adoración por el crooner Mel Tormé.
- Las abogadas defensoras:
  - Gail Strickland como Sheila Gardner (solo en el episodio piloto).
  - Paula Kelly como Liz Williams (primera temporada, tras el piloto, excepto los tres últimos episodios).
  - Ellen Foley como Billie Young (segunda temporada): Interés romántico de Harry Stone.
  - Markie Post como Christine Sullivan (desde la tercera temporada hasta el final): sexy y explosiva, pero tremendamente ingenua e inocente. El principal interés romántico del juez Harry, y el objetivo principal de la lujuria del fiscal Dan Fielding.
- Fiscal
  - John Larroquette como Reinhold Fielding Elmore, llamado Daniel R. Fielding, "Dan" : fiscal narcisista, totalmente adicto al sexo, capaz de cualquier cosa por acostarse con una mujer. Personaje políticamente incorrecto. Tras varias temporadas se reveló que su verdadero nombre era Reinhold (en clara alusión al nombre del creador y productor de la serie, Reinhold Weege), usando el nombre de Dan por la vergüenza que le da su nombre real.
- Alguaciles:
  - Richard Moll como Bull Shannon: enorme, frankestiniano, personaje de más de dos metros de altura. Poco inteligente, sensible y de comportamiento sumamente infantil.
  - Alguaciles femeninas (las dos primeras fallecieron durante la emisión de la serie):
    - Selma Diamond como Selma Hacker (primeras dos temporadas).
    - Florence Halop como Florence Kleiner (tercera temporada).
    - Marsha Warfield como Roz Russell (desde la cuarta temporada hasta el final).
- Ayudantes del juez:
  - Karen Austin como Lana Wagner (solo la primera temporada): El interés romántico original del juez Harry. A pesar de que Austin abandonó la serie tras el décimo capítulo, apareció en los títulos de crédito en los tres episodios restantes de la primera temporada.
  - Charles Robinson como Macintosh Robinson, "Mac" (desde la segunda temporada hasta el final): veterano de la Guerra de Vietnam, educado y solícito con todo el mundo (excepto con Dan Fielding).

### Recurrentes
- Martín Garner como Bernie (ocasionalmente las dos primeras temporadas): El encargado del quiosco en la cafetería del juzgado, locamente enamorado del personaje de la alguacil Selma. (En algunos capítulos aparecían extras como empleados de Bernie en su ausencia, como Al Rosen, más conocido como  "Al" en Cheers.)
- Terry Kiser como Al Craven (ocasionalmente las dos primeras temporadas): insistente y desagradable periodista. Husmea constantemente por el juzgado en busca de posibles escándalos.
- Rita Taggart como Carla Bouvier (ocasionalmente las dos primeras temporadas): Prostituta. Aparece a menudo como acusada, y siente pasión (carnal) por el juez Harry.
- D.D. Howard como Charly Tracy. Ayudante del juez los dos últimos episodios de la primera temporada, tras la marcha de Karen Austin.
- Denice Kumagai como Quon Le Duc Robinson (ocasionalmente en la segunda temporada): Mujer de Mac, refugiada vietnamita que no entiende demasiado las costumbres estadounidenses, pero que siente devoción (que no amor) por su marido de conveniencia.
- Mike Finneran como Art Fensterman (ocasionalmente durante las nueve temporadas): empleado capaz de arreglar cualquier cosa.
- John Astin como Buddy Ryan (ocasionalmente a partir de la tercera temporada): el excéntrico padrastro de Harry y expaciente de un manicomio. Al final se revela como el verdadero padre de Harry Stone.
- Mel Tormé hizo de sí mismo en varias ocasiones. En el primer capítulo se descubre que Harry es fanático admirador de Mel; algo a lo que se aludirá en muchos capítulos posteriores.
- William Utay como Phil Sanders: vagabundo a las órdenes de Dan Fielding. El mismo actor también interpretará al gemelo maligno de Phil: Will.
- Brent Spiner como Bob Wheeler: un poco afortunado tipo que a menudo aparece por los juzgados como acusado. Spiner se haría posteriormente famoso por interpretar a Data en Star Trek: The Next Generation.
- Yakov Smirnoff como emigrante ruso Yakov Korolenko
- Daniel R. Frishman como superior de Dan, Fiscal del distrito Vincent Daniels, en varios episodios.
- Joleen Lutz como Lisette Hocheiser (ocasionalmente las dos primeras temporadas): estenógrafa del tribunal.

## Producción

### Desarrollo
En el origen de la serie no se contemplaba la presencia del cómico y mago Harry Anderson como el juez Harry Stone, pero éste en su audición para el papel afirmó que él era Harry Stone. Anderson ya era conocido por sus actuaciones en Saturday Night Live y por múltiples apariciones como Harry the Hat (Harry el Sombrero) en Cheers, otra sitcom de la NBC (las primeras temporadas de Juzgado de Guardia se emitían los jueves por la noche después de Cheers). Pero en las últimas temporadas, aunque Anderson seguía siendo la figura principal, el protagonismo recayó en Dan Fielding (John Larroquette), el estrambótico y sarcástico fiscal del juzgado.
El tipo de comedia de juzgado de guardia (encuadrada dentro del género court-room comedy) fue cambiando a medida que la serie avanzaba. Durante sus primeras temporadas era a menudo comparada con la sitcom Barney Miller (el creador, Weeege, fue uno de los guionistas de esa serie) y al igual que ésta, se desarrollaba en la ciudad de Nueva York. Una Nueva York con personajes extravagantes, de humor seco y cortante, de acusados (y acusadores) excéntricos y neuróticos. Esta caterva de personajes era interpretado por actores de carácter, muchos de ellos (siguiendo la comparación) habituales en Barney Miller: Stanley Brock, Philip Sterling, Alex Hentlehoff, entre otros muchos. Pero mientras que los personajes que aparecían en el juzgado (y la naturaleza de sus transgresiones) eran a menudo excéntricos, extravagantes o surrealistas, la serie aún se desarrollaba en un escenario y en un mundo más o menos realista. De hecho, en una primera crítica de la revista Time, se alababa la serie como una de las más realistas que se estaban emitiendo, por el énfasis que ponía en tratar la pequeña delincuencia alejada de cualquier tipo de glamour o violencia.
Sin embargo, y gradualmente, la serie fue abandonando su inicial tono realista, para devenir en algo más parecido a la comedia "slapstick". La lógica y el realismo eran frecuentemente abandonadas en búsqueda de la broma más bizarra: el personaje de dibujos animados Coyote (propiedad, al igual que la serie, de Warner Bros) apareció en un extraño gag como abogado defensor (¡Ya sé que tiene hambre, pero deje tranquilo al pobre pajarito!), y en otra ocasión un grupo de "trekkies" argumentaba que solo obedecían órdenes del comandante de la flota y que el juez Harry no tenía ninguna autoridad sobre ellos.

### Cambios de reparto
El reparto de la serie no se consolidó hasta pasados un buen número de episodios. En el capítulo inicial ya aparecían los personajes del juez Harry (el protagonista de la serie) el del fiscal Fielding, o el alguacil Shannon. Pero el ayudante del juez, Mac (Charles Robinson), no aparecería hasta el undécimo episodio de la primera temporada, durante esos diez episodios la ayudante era la histérica Lana Warner (Karen Austin), mencionada en los tres últimos episodios de la primera temporada como mujer inestable que había sido ingresada en un manicomio. Y otro personaje importante, la abogada Christine Sullivan (Markie Post), llegaría en la tercera temporada (aunque su primera aparición fue en el segundo episodio de la segunda temporada). Hasta entonces el papel de abogada defensora, llamada Liz Williams, había sido interpretado por la actriz Paula Kelly durante la primera temporada, y durante la segunda, llamada Billie Young, por la actriz Ellen Folley. El personaje de la abogada defensora pasó a convertirse en el interés romántico del juez Harry tras la marcha de Karen Austin, que era el personaje que iba a cumplir ese papel en los inicios de la serie.

### La maldición de Juzgado de Guardia
Mención especial merece el personaje de la alguacil y compañera del personaje Bull Shannon. Durante las dos primeras temporadas (excepto el vigésimo segundo y último episodio de la segunda), bajo el nombre de alguacil Selma Hacker, fue interpretada por la actriz Selma Diamond hasta su fallecimiento el 13 de mayo de 1985 (su personaje también moría en la serie, con lo que el homenaje al personaje ficticio era también homenaje a la memoria de la actriz). A partir de la tercera temporada el papel de la alguacil fue para la actriz Florence Halop, y al igual que la anterior, mantuvo su nombre en la serie, llamándose Florence Keiner. Al igual que su predecesora era una actriz veterana, sexagenaria, y fumadora compulsiva. Tras solo una temporada (los 22 episodios de la tercera) Florence Halop fallecía el 15 de julio de 1986 de cáncer de pulmón; irónicamente la misma enfermedad que causó la muerte de su predecesora en el papel de Selma Diamond. A partir de la cuarta temporada, y hasta el final de la serie, el papel fue para la actriz Marsha Warfield, bajo el nombre de alguacil Rosalind Roz Russell. Sensiblemente más joven que las anteriores, y sin adoptar su verdadero nombre para su personaje, su contratación quiso contrarrestar lo que ya se llamaba como la maldición de Juzgado de guardia (Night Court Curse). Aunque con matices diferenciales, las tres actrices interpretaron a personajes implacables, serios, con grandes dosis de sarcasmo y cuya función principal era la de actuar como madres protectoras del personaje Bull Shanon, papel estereotipado de las sitcoms estadounidenses como el/la persona simplona o poco inteligente.

### Sintonía de cabecera
La sintonía de cabecera que abría cada episodio de la serie es obra del compositor estadounidense Jack Elliot (fallecido en 2001), conocido también por los temas de Barney Miller o Los ángeles de Charlie. Con influencias del jazz es un tema para bajo eléctrico y fue tocado por la Daniel Caine Orchestra. También se ha oído este tema en la conocida serie de internet Homestar Runner.

## Premios
Durante las nueve temporadas que duró la serie, Juzgado de guardia recibió varios premios y nominaciones. Selma Diamond y John Larroquette fueron nominados al Globo de oro en 1985 y 1988, respectivamente. La serie tuvo más suerte en los premios Emmy, con una nominación para Paula Kelly en la primera temporada. Con la segunda temporada la serie fue adquiriendo más reconocimiento por parte de crítica y público y por parte de la Academia de Artes y Ciencias de la Televisión. John Larroquette ganó cuatro premios Emmy consecutivos como mejor actor de reparto en una comedia de 1985 a 1989, al año siguiente no aceptó la nominación. Selma Diamond fue nominada en 1985 póstumamente por su repentina muerte, y Harry Anderson recibió tres nominaciones consecutivas a mejor actor de 1985 a 1987. La serie fue nominada a mejor serie de comedia en 1985, 1987 y 1988. La serie también recibió numerosos premios menores y nominaciones en áreas como iluminación, edición, sonido y dirección técnica. En total fue nominada a 31 premios Emmy, de los cuales ganó 7.

## Emisiones internacionales
En España fue emitida originalmente por Televisión Española (TVE) y posteriormente se emitió las madrugadas de los sábados en el canal Cuatro. En Chile fue emitida por TVN, en Puerto Rico por Telemundo, en Colombia por Canal Uno, en Venezuela por Venevisión, en Brasil por Rede Record, en Perú, donde se transmitió durante  breve tiempo, se llamó "La Corte Loca" y en Latinoamérica por Sony Entertainment Television.

## La reunión en 30 Rock
Una ficticia reunión de los actores de Juzgado de guardia pudo verse en el episodio "Una reunión de amigos de Juzgado de guardia" (tercer capítulo de la tercera temporada), de la serie de NBC, 30 Rock, emitido en Estados Unidos el 13 de noviembre de 2008. Harry Anderson, Markie Post y Charles Robinson se interpretan a sí mismos. La trama incluye a las estrellas de la antigua serie por un trauma del personaje de Kenneth, el conserje de la cadena (Jack McBrayer), que siempre quiso un final digno a la serie con la boda de Harry y Christine.

## Secuela de la serie
En diciembre de 2020, NBC anunció que estaba desarrollando una secuela de Night Court, con John Larroquette retomando su papel de Dan Fielding, y Melissa Rauch interpretando el personaje central de la serie: Abby Stone, juez e hija de Harry Stone. En septiembre de 2021, se anunció que NBV había ordenado la serie. El estreno de la serie está previsto para el 17 de enero de 2023.